# Misurići
Misurići är ett samhälle i Bosnien och Hercegovina.   Det ligger i entiteten Federationen Bosnien och Hercegovina, i den centrala delen av landet, 80 km norr om huvudstaden Sarajevo. Misurići ligger 235 meter över havet och antalet invånare är 1 711.
Terrängen runt Misurići är huvudsakligen lite kuperad. Misurići ligger nere i en dal. Närmaste större samhälle är Maglaj, 1,1 km öster om Misurići. 
I omgivningarna runt Misurići växer i huvudsak lövfällande lövskog. Runt Misurići är det ganska tätbefolkat, med 93 invånare per kvadratkilometer.